# سام سترايك
سام سترايك (مواليد 18 يناير 1994) هو ممثل إنجليزي، شارك في إيست إندرز، ثانوية الاستخبارات ومغامرون ليليون.

## روابط خارجية
- سام سترايك على موقع IMDb (الإنجليزية)
- سام سترايك على موقع ألو سيني (الفرنسية)
- سام سترايك على موقع قاعدة بيانات الفيلم (الإنجليزية)
- سام سترايك على موقع كينوبويسك (الروسية)